# Augustyn Wajda
Augustyn Wajda (ur. 16 września 1927 w Studzienicach) – polski socjolog i politolog, badacz i znawca marksizmu.

## Życiorys
W 1954 ukończył studia na Uniwersytecie Warszawskim. 
W latach 1971–1974 pełnił funkcję prezesa Zarządu Głównego Towarzystwa Wiedzy Powszechnej.
W 1973 doktoryzował się w Wyższej Szkole Pedagogicznej w Opolu.
W 1980 habilitował się w Wyższej Szkole Nauk Społecznych przy KC PZPR.
W 1981 został dyrektorem Instytutu Podstawowych Problemów Marksizmu-Leninizmu.
W 1989 mianowany profesorem zwyczajnym. 
Był prorektorem Szkoły Wyższej im. Pawła Włodkowica w Płocku.
Jest autorem ponad 200 rozpraw naukowych i popularnonaukowych z  dziedziny socjologii pracy oraz socjologii organizacji i zarządzania.

## Nagrody
- Nagroda „Trybuny Ludu” (1984)[1]